# Roberto Fernández Iglesias
Roberto Fernández Iglesias (Panamá, 27 de agosto de 1941 - México, 23 de abril de 2019), nacionalizado mexicano, fue un poeta, crítico literario, ensayista, editor, periodista, docente de literatura y promotor cultural. 

## Biografía
Obtuvo la licenciatura en filosofía y letras en la Universidad de Panamá en 1970. Tenía estudios de posgrado en letras iberoamericanas y ciencias de la comunicación por la UNAM. Fue profesor de la academia de letras de la Universidad Autónoma del Estado de México. 
Residió en Toluca, entre 1957 y 1966 cuando fue editor de los 80 números mimeografiados de la primera época de la revista literaria tunAstral. Entre 1966 y 1972, en Panamá, editó la revista Participación - Poesía y los libros de Participación; perteneció al consejo de redacción de la revista El Pez Original y fue jefe del departamento de letras, arte escénico y editorial de la Dirección Nacional de Cultura. De regreso a México, en 1972, coordinó la Colección Abra Palabra y el Taller Literario Pablo Neruda del GEM hasta los primeros años ochenta. 
Fue colaborador de Novedades, El Nacional, Ovaciones, El Sol de Toluca, Vitral, La Prensa y Diario de México.

## Obra
- Recits (Panamá, 1969; Toluca, 1973)
- Cartas (Lima, 1969; Panamá, 1972)
- Los recién llegados (Panamá, 1969)
- Siete (Panamá, 1971)
- Canciones retorcidas (Panamá, 1974) (Poemario ganador del Concurso Nacional de Literatura "Ricardo Miró" de 1973)
- Literatura y realidad (UAEMéx, México,1981)
- El gran desnudo y primer placer (CTE, México, 1984)
- Dieciocho narraciones breves (GEM, México, 1984)
- Celebrar la palabra (GEM, México, 1984)
- Retrato parcial (CTE, México, 1985)
- Trastienda (tunAstral, México, 1994)
- Falso contacto (CTE, México, 1996)
- En tiempo de recuerdo (tunAstral, México, 2000)
- Furiosa sustancia (México, 2010)
- Poemas juntos y revueltos (México, 2014)
- Canciones retorcidas, resorte y otras formas (Nueva York, 2015)
- Todos los obreros eran valientes y los burgueses hijueputas diablura ediciones (Diablura Ediciones, Toluca, 2016)

## Distinciones
- Becario CTE 1985, 1996
- Coinversiones Culturales FONCA 11Ed, 6 Ed
- Intercambio EU FONCA 1993.
- Revistas Independientes FONCA 1996;
- Premio Tolotzin EdoMéx 1983;
- Premio Estatal de Cuento EdoMéx 1984;
- Premio Estatal de Poesía 1984
- Publicaciones EdoMéx: No hay límite: tunAstral 1964-1965, IMC (1997)